# Romano Curcuas

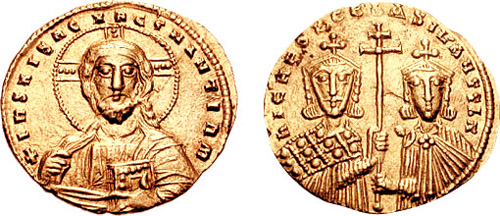
Histameno de r. e r.

Romano Curcuas (em grego: Ῥωμανός Κουρκούας; romaniz.: Romanós Kourkoúas; em latim: Romanus Curcuas) foi um aristocrata e líder militar sênior bizantino de meados do século X. Quando jovem serviu na igreja como depótato. Mais adiante, como os demais membros de sua família, seguiu carreira militar comandando as tropas orientais e governando vários temas. Foi bem sucedido contra os emirados muçulmanos fronteiriços, retomando várias fortalezas, e ascendeu nas fileiras do exército.

## Biografia
Romano foi um descendente da família Curcuas, um clã de origem armênia que estabeleceu-se como uma das principais famílias entre a aristocracia militar anatólia no começo do século X. Juntamente com Eufrósine, foi o único filho conhecido do grande general João Curcuas, que manteve o posto de doméstico das escolas (comandante-em-chefe do exército bizantino) por 22 anos e liderou os exércitos bizantinos contra os emirados muçulmanos fronteiriços no período 926–944. Romano teve ao menos um filho, também chamado João, que também tornou-se um general sênio e caiu no Cerco de Dorostolo em 971 contra os rus'.
Como um infante, foi declaradamente salvo duma forte febre pela intervenção da Virgem Maria, na igreja da Fonte, e como resultado serviu na igreja como depótato (um auxiliar júnior) até sua maioridade. Como a maioria dos membros masculinos de sua família, Romano prosseguiu uma carreira militar, sobre a qual pouco se sabe. Os historiadores bizantinos Teófanes Continuado e João Escilitzes mencionam que manteve o comando no Oriente contra os muçulmanos, conquistou muitas fortalezas, foi nomeado patrício e governou vários temas. Com base em evidência sigilográfica, pode provavelmente ter servido como governador (estratego) do Tema da Mesopotâmia, um posto que foi também mantido por seu tio Teófilo Curcuas e seu sobrinho João Tzimisces.
Pelo tempo da morte do imperador Romano II (r. 959–963) em 963, já era um magistro e estratelata do Oriente. A morte do imperador causou um vácuo de poder, no qual o doméstico das escolas, Nicéforo Focas, disputou com o poderoso ministro-chefe José Bringas pelo governo do Estado. Bringas tentou ganhar o apoio de Romano e Tzimisces contra Focas, prometendo a eles o domesticado do Ocidente e Oriente respectivamente. Em vez de irem contra Focas, contudo, os dois informaram-lhe da oferta e lideraram as tropas para aclamá-lo imperador. Como uma recompensa, parece que Focas nomeou-o para o ofício prometido por Bringas, como um selo pertencente a "Romano, magistro e doméstico das escolas" e datado do reinado de Focas indica.